# Hyakanuru, Tirumakudal Narsipur
Hyakanuru là một làng thuộc tehsil Tirumakudal Narsipur, huyện Mysore, bang Karnataka, Ấn Độ.